# Ezekiel Elliott
Ezekiel Elijah Elliott (Alton, 22 de julho de 1995), conhecido como "Zeke", é um jogador de futebol americano que atua como running back pelo Los Angeles Chargers na National Football League. Ele jogou futebol americano universitário por Ohio State Buckeyes, onde foi escolhido para o second-team All-American em 2015. Zeke Elliot foi selecionado pelo Dallas Cowboys na quarta escolha geral do NFL Draft de 2016. Também atuou por um ano com o New England Patriots antes de retornar para Dallas.

## Estatísticas
| Legendas | Legendas                 |
| -------- | ------------------------ |
|          | Liderou a liga           |
| Negrito  | Melhor marca da carreira |

### Temporada regular
| Anos     | Time     | Jogos | Jogos | Correndo | Correndo | Correndo | Correndo | Correndo | Recebendo | Recebendo | Recebendo | Recebendo | Recebendo | Fumbles | Fumbles  |
| Anos     | Time     | JD    | JT    | Ten      | Jarda    | Média    | Lng      | TD       | Rec       | Jarda     | Média     | Lng       | TD        | Fum     | Perdidos |
| -------- | -------- | ----- | ----- | -------- | -------- | -------- | -------- | -------- | --------- | --------- | --------- | --------- | --------- | ------- | -------- |
| 2016     | DAL      | 15    | 15    | 322      | 1 631    | 5,1      | 60E      | 15       | 32        | 363       | 11,3      | 83E       | 1         | 5       | 1        |
| 2017     | DAL      | 10    | 10    | 242      | 983      | 4,1      | 30       | 7        | 26        | 269       | 10,3      | 72E       | 2         | 1       | 1        |
| 2018     | DAL      | 15    | 15    | 304      | 1 434    | 4,7      | 41       | 6        | 77        | 567       | 7,4       | 38        | 3         | 6       | 1        |
| 2019     | DAL      | 16    | 16    | 301      | 1 357    | 4,5      | 33E      | 12       | 54        | 420       | 7,8       | 27        | 2         | 3       | 2        |
| 2020     | DAL      | 15    | 15    | 244      | 979      | 4,0      | 31       | 6        | 52        | 338       | 6,5       | 19        | 2         | 6       | 5        |
| 2021     | DAL      | 17    | 17    | 237      | 1 002    | 4,2      | 47       | 10       | 47        | 287       | 6,1       | 21        | 2         | 1       | 1        |
| 2022     | DAL      | 15    | 14    | 231      | 876      | 3,8      | 27       | 12       | 17        | 92        | 5,4       | 31        | 0         | 0       | 0        |
| 2023     | NE       | 17    | 5     | 184      | 642      | 3,5      | 17       | 3        | 51        | 313       | 6,1       | 23        | 2         | 2       | 1        |
| 2024     | DAL      | 6     | 6     | 38       | 115      | 3,0      | 9        | 1        | 6         | 36        | 6,0       | 9         | 0         | 0       | 0        |
| Carreira | Carreira | 126   | 109   | 2 103    | 9 019    | 4,3      | 60       | 72       | 362       | 2 685     | 7,4       | 83        | 14        | 22      | 10       |